# Litoria zweifeli
Litoria zweifeli är en groddjursart som först beskrevs av Tyler 1967.  Litoria zweifeli ingår i släktet Litoria och familjen lövgrodor. IUCN kategoriserar arten globalt som otillräckligt studerad. Inga underarter finns listade i Catalogue of Life.